# Maquerodontins
Els maquerodontins o macairodontins (Machairodontinae) són una subfamília de fèlids. La subfamília conté alguns dels fèlids extints coneguts generalment com a dents de sabre, incloent-hi el famós gènere Smilodon, així com altres fèlids amb només increments menors en la mida i llargària de les seves canines maxil·lars.